# Maurice Gourdault-Montagne
Maurice Gourdault-Montagne est un diplomate de carrière et consultant français, né le 16 novembre 1953 à Paris.
Plusieurs fois ambassadeur de France au Japon, au Royaume-Uni, puis en Allemagne, et enfin en Chine, il a aussi été directeur de cabinet du Premier ministre, conseiller diplomatique à l'Élysée et secrétaire général du Quai d'Orsay.

## Biographie

### Origines et études
Diplômé de Sciences Po Paris (1975, section Service Public), titulaire d'une maîtrise de droit de Paris-II Assas et diplômé de l'Institut national des langues et civilisations orientales (INALCO) en hindi et en ourdou, Maurice Gourdault-Montagne est également titulaire d'un DEUG d'allemand de Paris 4 Sorbonne.

### Parcours
Entré au Quai d'Orsay en 1978, il occupe différents postes diplomatiques en Inde (1981-1983) et en Allemagne (1988-1991), chargé de mission auprès du secrétaire général du ministère des Affaires étrangères (1983) ainsi qu'à l'administration centrale au cabinet du ministre des Affaires étrangères (1986-1988), comme porte-parole adjoint du Quai d'Orsay (1991-1993) et comme directeur adjoint du cabinet du ministre Alain Juppé (1993-1995) dont il devient le directeur de cabinet à Matignon de mai 1995 à mai 1997.
Ambassadeur de France au Japon de 1998 à 2002, il est le conseiller diplomatique du président de la République Jacques Chirac lors de son second mandat (2002-2007) et sherpa français au G8.
À ce titre, il prépare la présidence française du G8 d'Évian de 2003. Il est chargé du dialogue stratégique franco-indien et du dialogue stratégique franco-chinois en tant que représentant personnel du président de la République entre 2002 et 2007. En décembre 2007, il devient ambassadeur de France au Royaume-Uni à Londres. Pressenti pour l'ambassade de France à Berlin, il est nommé à ce poste le 9 février 2011.
Le 1er août 2014, il prend la direction de l'ambassade de France en Chine, Philippe Étienne, ambassadeur auprès de l'Union européenne à Bruxelles, lui succède à Berlin.
À chaque poste diplomatique où il a été nommé, il a tenté d'apprendre la langue du pays. Il parle ainsi l'allemand, l'anglais, l'espagnol, l'italien, l'ourdou, le japonais, le russe et a des notions d'arabe et de bambara, une langue mandingue, l'une des plus parlées au Mali.
Le 8 février 2017, il est nommé en conseil des ministres ambassadeur de France à Washington. Finalement, il ne rejoint pas son poste, ayant été nommé, après l'élection d'Emmanuel Macron à la présidence de la République, secrétaire général du ministère de l'Europe et des Affaires Étrangères par décision du conseil des ministres du 22 juin 2017,.
Il a été membre des conseils d'administration d'EDF et d'Orano de septembre 2017 à juillet 2019, ainsi que de France Médias Monde et de l'INALCO.
Fin 2017, il demande à l’ambassadeur de France à Alger de faire inviter l'intermédiaire Alexandre Djouhri à la réception donnée à Alger par Emmanuel Macron le 6 décembre 2017, alors que l’intermédiaire est recherché par la justice française.

### Reconversion après la fonction publique
À partir de 2019, Maurice Gourdault-Montagne quitte la fonction publique et se tourne vers le monde des affaires.
Il crée le 19 décembre 2019 sa propre société de conseil, MGM-GO (GO pour « Global Outlook »).
Après avoir siégé au conseil d'administration d'EDF, il est nommé le 20 janvier 2020 par le Gifen (syndicat professionnel du nucléaire) président du salon World Nuclear Exhibition.
La Haute Autorité pour la transparence de la vie publique décide cependant en mai 2020 que cette activité de l'ancien diplomate est contraire à la déontologie, décision confirmée par le Conseil d'État.
En 2022, Maurice Gourdault-Montagne rejoint le cabinet de conseil Boston Consulting Group pour assurer la promotion de la candidature saoudienne comme pays hôte de la Coupe du monde de football 2030.

### Controverses
Il a dirigé le comité d'éthique d'Avisa Partners, entreprise publiquement mise en cause par plusieurs enquêtes journalistiques, notamment dans le cadre des Uber Files, pour avoir manipulé des informations à grande échelle sur de nombreux médias en ligne.
Il est également en relation avec un homme d'affaires à la réputation controversée, Alexandre Djouhri, et à ce titre son nom a été cité dans l’enquête sur un possible financement libyen de la campagne de 2007 de Nicolas Sarkozy.

### Vie personnelle
Maurice Gourdault-Montagne est père de cinq enfants.

## Parcours
- 1979-1981 : direction d’Asie et Océanie au ministère des Affaires étrangères
- 1981-1983 : premier secrétaire à l’ambassade de France à New Delhi
- 1984-1986 : chargé de mission auprès du secrétaire général du ministère des Affaires étrangères
- 1986-1988 : conseiller technique (Parlement et presse) au cabinet du ministre des Affaires étrangères (Jean-Bernard Raimond)
- 1988-1991 : conseiller (Affaires politiques, Relations bilatérales) à l’ambassade de France à Bonn
- 1991-1993 : directeur adjoint de la Presse, de l’Information et de la Communication, porte-parole adjoint, puis porte-parole du Quai d’Orsay par intérim au ministère des Affaires étrangères
- 1993-1995 : directeur adjoint du cabinet du ministre des Affaires étrangères (Alain Juppé)
- 1995-1997 : directeur du cabinet du Premier ministre Alain Juppé
- 1998-2002 : ambassadeur de France au Japon
- 2002-2007 : conseiller diplomatique du président de la République Jacques Chirac et sherpa du G8
- 2007-2011 : ambassadeur de France au Royaume-Uni
- 2011-2014 : ambassadeur de France en Allemagne
- 2014-2017 : ambassadeur de France en Chine[14]
- 2017-2019 : secrétaire général du ministère de l'Europe et des Affaires étrangères[6]

## Décorations
- Commandeur de la Légion d'honneur Il est fait chevalier le 13 juillet 2001[15]. Il est promu officier lors de la promotion de Pâques 2010[16], dont il reçoit les insignes le 2 juin 2010 par Alain Juppé[17]. Il est ensuite promu commandeur le 13 juillet 2019[18].
- Chevalier de l'ordre national du Mérite (1998)
- Compagnon de l'ordre de Saint-Michel et Saint-Georges (Royaume-Uni)
- Officier (lieutenant) de l'ordre royal de Victoria (Royaume-Uni)
- Grand-croix (avec plaque et cordon) de l'ordre du Mérite de la République fédérale d'Allemagne
- Grand-croix de l'ordre du Trésor sacré (Japon)
- Ordre de l'Amitié (Russie)

Maurice Gourdault-Montagne a par ailleurs été élevé en 2012 à la dignité d'ambassadeur de France.

## Publication

### Livre
- Les autres ne pensent pas comme nous, Paris, Bouquins, coll. « Mémoires », 13 octobre 2022, 391 p. (ISBN 978-2-38292-121-0)
  - Prix de l'essai 2023